# 結節性硬化症
結節性硬化症（けっせつせいこうかしょう、別名：プリングル病、ボンネビル病、英名：tuberous sclerosisまたはBourneville-Pringle、Bourneville's disease、略称：TS, TSC）とは、母斑症（神経皮膚症候群）のひとつである。常染色体優性遺伝をする遺伝性疾患であり、顔面血管線維腫、てんかん、精神発達遅滞の3つの症状が特徴（3主徴）である。日本では、難治性疾患克服研究事業の対象となっている。

## 症状
- 皮膚病変
  - 顔面の血管線維腫、皮膚の白斑、結合組織母斑、爪囲線維腫
- 内臓病変
  - てんかん、網膜腫瘍、心臓の横紋筋腫、腎臓の血管筋脂肪腫、肺リンパ脈管筋腫症(LAM)

## 検査
- 頭部CT・MRI
  - 脳室壁・大脳に異常信号が認められる。

## 治療
根本的な治療法は存在しない。主な症状への対症療法、開発中の薬剤等に関する情報は下記参照。
- 点頭てんかん: ACTH療法、ビガバトリン（英語版）（商品名サブリル、サノフィ・アベンティス製造販売（日本では2016年に承認[1]））
- 良性腎腫瘍（AML）、良性脳腫瘍（SEGA）: 外科的切除、エベロリムス（商品名アフィニトール）[2]
- 顔面血管線維腫、腫瘍: 外科的切除、Nd:YAGレーザーの照射、炭酸ガスレーザーの照射、ラパマイシン（治験段階）[3]
- リンパ脈管筋腫症（LAM）: シロリムス（商品名:ラパミューン®、ノーベルファーマ製造販売）

## 肺リンパ脈管筋腫症との関連
肺リンパ脈管筋腫症（LAM, 過誤腫性肺脈管筋腫症）は若年女性にみられるまれな疾患である。病理学的には血管筋脂肪腫の肺病変と区別することができず、LAMを肺限局型の結節性硬化症と捉える者もいる。CTではびまん性の嚢胞の形成があり、病理学的には肺胞の破壊と、平滑筋の増生が認められる。閉塞性換気障害をおこし、気胸の原因にもなる。進行例では肺移植が必要となる。